# Кассандра Дженкінс
Кассандра Дженкінс (англ. Cassandra Jenkins) — американська музикантка, співачка та автор пісень із Брукліна, Нью-Йорк, США.

## Ранні роки та освіта
Кассандра Дженкінс народилася в музичній родині Нью-Йорка. Її батьки грали на круїзних суднах у 1980-х роках. Змалку навчилася грати на гітарі та співати. До 12 років гастролювала зі своїм сімейним гуртом, граючи фолк-музику на фестивалях.
Дженкінс закінчила Школу дизайну Род-Айленда у 2006 році, де вивчала візуальне мистецтво. Два роки працювала помічником редакції в The New Yorker.

## Кар’єра
Дженкінс випустила дебютний EP EP у квітні 2013 року, а у 2017 році вийшов альбом під назвою Play Till You Win, який отримав позитивні відгуки. Її другий альбом, An Overview on Phenomenal Nature, випущений за участю мультиінструменталіста Джоша Кауфмана у лютому 2021 року і також отримав схвалення критиків.  

## Дискографія

### Студійні альбоми
- Play Till You Win (2017)
- An Overview on Phenomenal Nature (2021)

### EP
- EP (2013)

### Збірники
- (An Overview on) An Overview on Phenomenal Nature (2021)

### Живі альбоми
- Cassandra Jenkins on Audiotree Live (2018)
- Live in Foxen Canyon (2018)